# Fodina malagasy
Fodina malagasy là một loài bướm đêm trong họ Noctuidae.